# Молочне (Курманський район)
Моло́чне (до 1948 року — Еґре-Елі; раніше — Еріклі, крим. Erikli) — село Курманського району Автономної Республіки Крим.

## Населення
За переписом населення України 2001 року в селі мешкало 568 осіб.

### Мова
Розподіл населення за рідною мовою за даними перепису 2001 року:
| Мова              | Відсоток |
| ----------------- | -------- |
| кримськотатарська | 51,31 %  |
| російська         | 37,00 %  |
| українська        | 10,47 %  |
| білоруська        | 0,70 %   |
| інші              | 0,52 %   |